# لانديسا
يعد معهد لانديسا رورال للتنمية منظمة غير ربحية, فهي هدفها تأمين الحقوق القانونية لأفقر العائلات في العالم من حيث عدم حصولهم علي الأراضي منذ عام 1967، قامت لانديسا بمساعدة مايزيد عن 100 مليون عائلة فقيرة في 35 دولة لكي يحصلوا علی السيطرة القانونية علی اراضيهم. عندما تحصل العائلة علی حقوق أمنة في الأرض فإن هذا يساعدهم باستمرار علی إستثمار أراضيهم وذلك لزيادة محصولهم وجني  الفوائد وايضا تطوير التغذية، الصحة، التعليم، الكرامة.
تتشارك لانديسا مع الحكومات، وقادة العالم، والمنظمات غير الحكومية، والوكالات المانحة مثل: البنك والزراعة، ومنظمات اخري لتصميم وتنفيذ قوانين الأرض، والسياسات والبرامج التي تعمل علی زيادة فرص النمو الاقتصادی، تعزيز العدالة الاجتماعية من خلال حقوق الأرض.
يَقع مقر لانديسا في سِياتل، وتَمتلك مكاتب لبرنامجها في كلاً من بكين، الصين، بوبانسوار، دلهيك ولكاتا، لكناو، وباتنا، الهند، يانغون، دار السلام، ميانمار، تنزانيا، تعمل لانديسا حاليا في الصين، اثيوبيا، غانا، الهند، كينيا، لَيبيريا، ملاوي، موزمبيق، ميانمار، رواندا، وتنزانيا.

## نبذة تاريخية
تَاسست لانديسا كمعهد للتنمية الريفية في عام 1967 بواسطة البروفيسور رُوي بروسترمان خريج جامعة هارفورد للحقوق، الذی ترك حياته المهنية في وول ستريت في سوليفان وكرومويل للتدريس في جامعة واشنطن حيث أسس القانون في برامج التنمية المستدامة.
أدت الحرب المتصاعدة في فيتنام الی إدراك روي بروسترمان أن تأمين حقوق الأرض يؤدی الی تزويد فقراء الريف بمكان لزراعة الطعام لاطعام عائلاتهم، ومؤسسة لحمايتهم من الفقر بدون الحاجة الي الانضمام الي فييت كونج (هي عبارة عن جبهة الوطنية لتحرير جنوب فييتنام).
أدي برنامجه «الأرض للفلاح» لزيادة 30% في إنتاج الارز، و80% انخفاض في تجنيد فييت كونج.

## كيف تعمل لانديسا
مُنذ تأسيسها، تمتلك لانديسا هدف محدد واحد وهو تأمين حقوق الأرض لأجل الفقراء في العالم، ويرجع ذلك الی أن ما يزيد عن ملياري شخص يعيشون في فقر مدقع، هما يعيشون على 2$  في  اليوم أو اقل، مايزيد عن 75% يعيشون في الريف ويعتمدون على الزراعة في بقائهم، معظم هؤلاء لا يملكون حقوق مؤمنه للارض وأيضا فرص محدوده لبناء مستقبل أفضل لأنفسهم ولعائلتهم. الملكية الحقيقية للارض في العالم النامي تضمن الوصول الی المأوی، الدخل، التعليم، الرعاية الصحية، تحسن الأمن الاقتصادي والتغذية.
يقوم محامو لانديسا ومتخصصو حيازة الأراضي بتقديم مجموعة من الإصلاحات المُؤسسية المرتبطة بالارض والقانون، لمساعدة الدول النامية علی اعطاء فقرائها حقوقهم في الأرض، بمساعدة الدعوة من الحكومة المضيفة يقوم طاقم عمل لانديسا  بعمل تقييمات ميدانية، وتقييمات مؤسسية وصياغة تشريعية وتقديم نصيحة سياسية. بعد ذلك تقوم لانديسا بتزويد الحضور بتنفيذ قوانين الأرض الجديدة، أيضا تقوم بعمل برامج تجريبية. شاركت لانديسا في خمس قارات في استشارة إدارة الأراضي، دراسة التاثير الاجتماعي، تخطيط التنفيذ، مراقبة التنفيذ، التدريب، برامج التدريب العام، تصميم وإدارة البرامج.
يوجد خمس عناصر أساسية لهذا العمل:
1-  إجراء البحوث لتحديد الظروف الحالية من أجل ان تقوم قوانين/ لوائح/ سياسات الاراضی الجديدة علی إفادة السكان المحليين.
2-  تصميم وتطوير القوانين التی تَخلق وتُحسن برامج نظام الاراضی
3-  الدعوة الي تداعيات وتفاصيل الخطة علی الموظفين العموميين، والمستفيدين فی المستقبل، أصحاب المصلحة.
4-  تنفيذ الخطة والإصرار علی مراقبة التغيرات، تقييم نظام الأراضي الجديد، وإجراء مزيد من التحسينات والتعديلات عند الحاجة.
لن تنجح خطة واحدة في التطبيق في كل بلد، لذلك يذهب معظم وقت لانديسا الي تصميم عملها وتحديده لكل موقع محدد. علی سبيل المثال، يقوم برنامج لانديسا «ملكية الأراضي الصغري» في الهند بتوفير قطعة أرض صغيرة لاتقل مساحتها عن 10/1 فدان للعائلات التي لا تمتلك ارضاً يمكنهم بناء مأوی فيها، وزراعة الطعام لتوفير نظام غذائي للأسرة، وتوفير الدخل، تربية الماشية أو بدأ المشاريع الصغيرة. مثل فكرة القروض الصغيرة، فإن ملكية الأراضي الصغيرة لديها القدرة علي توفير الفرص لملايين من أفقر سكان العالم.

## خدمات استشارية
تقوم لانديسا بفرض رسوم على الخدمة التي تُركز على القضايا القانونية، السياسية، المؤسسية، التعليمية الخاصة بحيازة الاراضی، والوصول إلى الأراضی، وتطوير سوق الأراضی، والنزاعات على الأراضی، وحيازة الأراضی وإعادة التوطين، ونظم تسجيل الأراضی.
تُوظف لانديسا ما يزيد عن 120 موظفاً في جميع انحاء العالم، تتضمن ما يزيد عن 20 من كبار متخصصی حيازة الاراضی الزراعية يتمتعون بخبرات قانونية، اقتصادية، زراعية، نوعية، يكملهم فريق عمل من المحترفين الذين يتمتعون بخبرات بأسباب العيش، وإدارة الموارد الطبيعية، الاقتصاد، وعلم الاجتماع، وعلوم اجتماعية أخری. توظف لانديسا ايضاً فريق من مساعدي الأبحاث الذين يقومون بتزويدهم بالدعم القانوني للبحث والكتابة.
تُركز لانديسا بشكل اساسی علی المجتمع الريفی وشبه الريفی فی الاقتصاديات النامية والانتقالية، تتضمن الخدمات التقييم الميدانی، التقييمات الميدانية، الصياغة التشريعية، المشورة السياسية، إجراءات وقوانين متابعة التنمية، الدعم الفنی للمساعدة القانونية، تأثير الدراسات الاجتماعية، تنفيذ التخطيط، مراقبة التنفيذ، التدريب، برامج التعليم العام، وتصميم البرامج والادراة.

## المركز العالمي لحقوق المرأة في الأرض
يُعتبر توفير الحقوق الآمنة للنساء أمر ضروري للتصدی للفقروالجوع حول العالم. اليوم، تعمل لانديسا في الصين، الهند، والبلاد التي كانت تعاني من الصراع في افريقيا مع التركيز على الحقوق الآمنه للنساء في الأرض. تشكل النساء 50% من سكان العالم، وهي المسؤولة عن إنتاج ما بين 60-80% من إنتاج الغذاءفي العالم. حتى الأرض في كثير من البلدان هن لا يستطعن وراثة أو امتلاك الاراضی. يعمل مركز لانديسا لحقوق النساء في الأرض علی مساعدة النساء والفتيات علی تغيير مجتمعاتهن. هناك امكانية كبيرة للتغيير، مع حقوق الأرض الآمنة، تستطيع النساء تحسين الأمن الغذائی، التعليم، الصحة، التنمية الاقتصادية لأنفسهم ولعائلاتهم. عندما   تضمن المرأة حصولها علی حقوقها فی امتلاك الاراض يمكنها ان تصبح مستثمرة في مستقبل عائلتها ويمكنها ان تضمن تلبية احتياجات اطفالها.
وقد وجدت الدراسات أنه عندما تملك النساء حقوقا آمنة على الأراضی يؤدی ذلك الی:
- تحسين تغذية الاسرة وصحتها
- النساء أقل عُرضة للإصابة بفيروس نقص المناعة البشرية / الإيدز وانتشاره، وأكثر قدرة على مواجهة آثار الإيدز.
- النساء أقل عٌرضة لأن يقعن ضحايا للعنف المنزلي
- الأطفال أكثر عٌرضة لتلقي التعليم والبقاء فی المدرسة لفترة أطول
- قد تحصل النساء بشكل أفضل على القروض الصغيرة

باختصار، يخلق الاستثمار في حقوق المرأة في الأرض تأثيرًا ممتدًا يعود على أسرتها وقريتها وما وراءها. ومع ذلك، في معظم أنحاء العالم، بينما تتحمل النساء عبء إنتاج الغذاء، فغالبًا ما لا يتمتعن بحقوق مضمونة في الأرض التی يزرعونها. علی الرغم من زراعتهم للحقول، إلا أنهم غالباً ما يُمنعون من وراثة أو امتلاك تلك الحقول، وعادة ما يتم ترك الصلاحيات لأزواجهم وآبائهم.
للتصدي لهذه التحديات وتوحيد المجتمع العالمي لدعم حقوق المرأة فی الأرض، أطلق مركز لانديسا لحقوق المرأة في الأرض في عام 2009 يوفر مركز لانديسا الموارد والتدريب علی حقوق المرأة في الاراضی، وعلی اتصال مع صانعی السياسات، والباحثين، والممارسين من جميع أنحاء العالم.
يقوم مركز لانديسا بتجربة حلول لعدم وجود حقوق آمنة للأرض لدى النساء. يقوم بتعريف خبراء التنمية حول الفجوة بين القانون العرفي والقانون المؤسسی ويضمن تناول مشاريع لانديسا لهذا الموضوع. يضمن مركز لانديسا أن تظل النساء محط تركيز أساسی في عمل لانديسا لمساعدة أفقر الناس فی العالم.

### المبادرات الحالية

#### -  برنامج الزمالة العالمية
يوفر برنامج زمالة لانديسا العالمی فرصًا تدريبية للمهنيين المُؤهلين الذين يسعون لممارسة مهنة في المساعدة على تأمين حقوق ملكية الأراضي والملكية للنساء والفتيات. تم تصميم هذا البرنامج لتوفير مسار وظيفي وفرص تدريب متخصصة للمهنيين القانونيين في الولايات المتحدة، والمهنيين ذوي الخبرة فی البلدان النامية الذين يمكن أن يستفيدوا من الخبرة المقارنة، والمهنيين غير القانونيين ذوي الخبرة من المنظمات غير الحكومية الذين يسعون إلى المعرفة القانونية المقارنة.

#### -  المكتبة الإلكترونية لحقوق الملكية للمرأة
يقوم مركز لانديسا العالمي لحقوق الأرض للمرأة ببناء قاعدة بيانات للقوانين الرسمية المتعلقة بحقوق المرأة فی الأرض من كل بلد في العالم. ستتضمن هذه «المكتبة الإلكترونية» أيضًا بحثًا عن القانون العرفي المتعلق بحقوق المرأة في الأرض عند توفرها. ستكون المكتبة الإلكترونية الخاصة بحقوق ملكية المرأة منصة مفتوحة المصدر، مما يسمح للمستخدمين بمشاركة ونشر القوانين والمواد ذات الصلة حول كيفية ممارسة هذه القوانين من خلال منتدى للنقاش. سيتم الرجوع إلى المكتبة الإلكترونية من خلال موضوعات (حقوق الأرامل، والمهر، ووراثة الفتيات، وما إلى ذلك) وكذلك من قبل البلدان والمناطق في مجموعة متنوعة من اللغات. وهذا يساعد الممارسين القانونيين والمدافعين عن النساء على إنشاء برامج أكثر فعالية وملاءمة.

#### - الفتيات والأرض
لا ترث البنات الأرض بشكل تقليدي، لأنهن عادة ما ينتقلن من القرية إلى منزل الزوج بعد الزواج. تترك معظم الفتيات منازل أسرهن دون أي اصول اقتصادي خاص بهن (مثل الأرض)، مما يجعلهن عرضة للخطر وعاجزات في منازلهن الجديدة. ولمعالجة هذا الأمر، تعمل لانديسا في شراكة مع شركائها لمساعدة الفتيات على اكتساب أصل اقتصادي حاسم - الأرض - لتقليل تعرضهن للفقر والعنف القائم على الجنس (ذكر أو انثي) وفيروس نقص المناعة البشرية والزواج المبكر والهروب، واكتساب فرص لمستقبل أفضل.

### الجوائز والتكريمات
- (2017) جائزة لوي تشي وو، جائزة تحسين الرعاية الاجتماعية[6]
- (2015) جائزة كونراد إن هيلتون الإنسانية[7]
- (2013) أفضل منظمات حقوق الإنسان غير الحكومية، المجلة العالمية
- (2013) المركز ال16 لافضل المنظمات غير الحكومية، المجلة العالمية.
- (2012) جائزة سكول لريادة الأعمال الاجتماعية، مؤسسة سكول
- (2011) من ضمن أفضل 100 منظمة غير حكومية، المجلة العالمية.
- (2011) جائزة البطل العالمي (لروي بروسترمان)، واشنطن العالمية.
- (2002-2010) جائزة ريادة الأعمال الاجتماعية المرموقة، مؤسسة شواب لريادة الأعمال الاجتماعية.
- (2009) جائزة ايفرجرين، التحالف التنفيذي.[8]
- (2009) جائزة تيلي عن فيلم الأرض هي الامل، جوائز تيلي الشعبية.
- (2008) جائزة سوق التنمية، البنك الدولي.[9]
- (2008) رازو لافضل100 مؤسسة غير ربحية، رازو
- (2008) جائزة الامم المتحدة للخدمة العامة، الامم المتحدة.
- (2008) المواطن العام العا المي، مجلس الشؤون العالمية.
- (2007) التزام متميز (ملكية الأراضي الصغرى في الهند)، مبادرة كلينتون العالمية، مؤسسة كلينتون[10]
- (2007) التزام المتميز (مركز من اجل المرأة والارض)، مبادرة كليينتون العالمية، مؤسسة كلينتون.[11]
- (2007) جائزة هيلتون للإنسانية،  مؤسسة كونراد إن هيلتون.
- (2007) جازة ألكان للاستدامة، منتدي العالمي لقادة الأعمال.
- (2006) جائزة هنري ر. كرافيس في القيادة، معهد هنري ر. كرافيس في القيادة، كلية كليرمونت ماكينا.[12]
- (2003) جائزة جليتسمان الدولية. مؤسسة جليتسمان.
- (2002) جائزة ريادة الأعمال الاجتماعية المتميزة، مؤسسة شواب لريادة الأعمال الاجتماعية.[13]
- (1996) جائزة الشجاعة ، نقابة المحامين في ولاية واشنطن.
- (1991) جون ومارغريت ووكر كوربالي دكتور جامعي في الخدمة العامة.
- (1993) المواطن العالمي لهذا العام، منظمة الروتاري الدولي بمنطة سياتل.
- (1990) جائزة الخدمة العامة المتميزة، جامعة واشنطن.[14]
- (1973) جائزة رالف بانش للمساهمة المتميزة في السلام العالمي من خلال القانون، نقابة المحاميين في سياتل كينج.

## ردود الفعل والمدح
«منذ أربعين عامًا ، صُدم روي بروستيرمان بالحقيقة غير الواضحة المتمثلة في أن ما يبقي الفقراء في العالم فقراء هو عجزهم عن امتلاك الأرض التي يعملون فيها. ومنذ ذلك الحين ، أظهر هو ولانديسا (RDI في ذلك الوقت) العجائب  التي يمكن ان تحدثها قطعة أرض عندما يمتلكها الناس الذين يزرعونها». - بيل غيتس،  رئيس مشارك ، مؤسسة بيل وميليندا غيتس.
«كانت نصيحة معهد التنمية الريفية أكثر قيمة من أي نصيحة فنية اجنبية سبق وتلقيتها» - بيكبولوت تالجاربكوف، وزير الزراعة السابق ، جمهورية قيرغيزستان
«أثارت توصيات RDI القيمة انتباه قادة الحزب والحكومة داخل الحكومة المركزية في الصين ... لقد تأثروا للغاية بأساليب عمل RDI الفريدة والتركيز على تقديم توصيات عملية للمشاكل القائمة.» – تشن اكسوين، مدير مجلس الدولة لمجموعة العمل الريفي ، جمهورية الصين الشعبية
«في مؤسسة شواب لريادة الأعمال الاجتماعية ، نفخر بأننا ساعدنا أكثر من 800.000.000 شخص للتخلص من الفقر؛ كان RDI وحده مسؤولاً عن نصف هؤلاء». - باميلا هارتيجان • المدير الإداري لمؤسسة شواب للريادة الاجتماعية